# تورالبا
تورالبا (به ایتالیایی: Torralba) یک کومونه در ایتالیا است که در استان ساساری واقع شده‌است.

## خصوصیات
تورالبا ۳۶٫۷۵ کیلومترمربع مساحت و ۹۸۱ نفر جمعیت دارد و ۴۳۵ متر بالاتر از سطح دریا واقع شده‌است.